# 페르마나 FC
페르마나 풋볼 클럽(이탈리아어: Fermana Football Club S.r.l.)는 이탈리아 마르케주 페르모를 연고로 하는 이탈리아의 축구클럽이다.
현재 세리에 C (B조)에 소속되어 있다.

## 선수 명단

### 현역
참고: FIFA 자격 규정에 따라 소속된 국가대표팀 국기를 표시합니다. 선수는 복수의 FIFA 비회원국 국적을 가지고 있을 수 있습니다.
| 번호 | 포지션 | 국적 | 이름            |
| ---- | ------ | ---- | --------------- |
| 20   | MF     |      | 마누엘 잔도나토 |

| 번호 | 포지션 | 국적 | 이름 |
| ---- | ------ | ---- | ---- |